# 波動大戦
『波動大戦』（はどうたいせん）は橋本純によって書かれた架空戦記である。全6巻。

## あらすじ
ある平成世界の日本で、震度七の大地震が伊豆で発生。阪神・淡路大震災からの教訓から、住人救出のため政府はすぐさま自衛隊を災害派遣した。近隣の陸海自衛隊は共にありったけの物資と資材を災害地域に持ち込み、近海を訓練航行中であった護衛隊群などにも派遣命令が下った。その中には野党党首ながらも、国土交通大臣を務める姿千鶴の姿もあった。
そんな中、地震の影響で極秘裏に作られていた原子炉兼研究室の装置が暴走。それによって、近隣地域の地方都市「伊東市」と海上自衛隊の第1護衛隊群と横須賀地方隊所属の全艦艇が時空転移してしまったのだ。
そして、時空転移先は昭和18年。そこで彼らが目にしたのは超弩級戦艦「長門」の姿であった。ここは、平成の過去とはかなりに異なった平行世界。伊東市民と自衛隊が見たのは開戦当初にハワイ奇襲が失敗し、その反動で大艦巨砲主義に逆戻りした帝国海軍。サイパンを早々と喪失しB-29の空襲の迫り来る危機に対応できない大日本帝国の姿だった。
平成世界の史実より最悪な状況の日本を根底から変えるため、帝国海軍を味方につけ伊東市に視察に来ていた姿千鶴大臣は帝都東京へ乗り込みクーデターを決行。戦争遂行に障壁になりうる陸軍首脳らを拘束・国会を制圧して自身を首班とする新政権を樹立、新生日本が誕生した。その後、物量で攻めるアメリカ海軍（太平洋艦隊）を海上自衛隊のハイテク兵器と平成のテクノロジーを駆使し巻き返しを掛けサイパンの奪還に成功する。
平成のテクノロジーを駆使し戦局を変えつつある大日本帝国だが新兵器の開発・強化兵器の生産・新造艦の建造などの軍事費増大（平成時空難民支援の予算が1番の足かせ）で予算不足に悩まされていた。そこで、この世界では戦艦として竣工した「信濃」をナチス・ドイツに売却することを思いつき(のち、同型艦の「武蔵」に変更)、更に「武蔵」の売却金の一部でドイツ製陸戦兵器を購入するためイージス艦「きりしま」を旗艦とし連合艦隊から航空母艦「翔鶴」と「瑞鶴」の2隻、海上自衛隊から輸送艦「おおすみ」と護衛艦を中心とする遺独艦隊を編成しドイツへと向かわせた。
だが、航海途中のインド洋に平成の過去では建造されなかったはずの戦艦「モンタナ」とイギリス海軍の「プリンス・オブ・ウェールズ」と遭遇し一戦を交えて勝利を得る。
しかし、サイパン奪回の報復のため米軍がサイパンに再来し遂に海上自衛隊の護衛艦1隻が撃沈され平成の人々は徐々に厭戦気分が蔓延していく。
戦争の早期終結と新世界秩序の構築を目指す姿総理はついにあの兵器の使用に踏み切ってしまう。

## 各巻題名
- コスモノベルス（2001年11月～2002年10月）
波動大戦〈1〉第一護衛艦隊参戦す（ISBN 4774704296）
波動大戦〈2〉大日本帝国強奪作戦（ISBN 4774704458）
波動大戦〈3〉アメリカ艦隊撃滅戦（ISBN 4774704660）
波動大戦〈4〉武蔵vsモンタナ、戦艦大激突!!（ISBN 4774704709）
波動大戦〈5〉大空戦!!B29沖縄に散る!!（ISBN 4774704792）
波動大戦〈6〉日米最終決戦（ISBN 4774704865）

- コスモシミュレーション文庫（2002年11月～2003年7月）
波動大戦〈1〉第一護衛艦隊参戦す（ISBN 4774703028）
波動大戦〈2〉大日本帝国強奪作戦（ISBN 4774703044）
波動大戦〈3〉アメリカ艦隊撃滅戦（ISBN 4774703052）
波動大戦〈4〉武蔵vsモンタナ、戦艦大激突!!（ISBN 4774703060）
波動大戦〈5〉大空戦!!B29沖縄に散る!!（ISBN 4774703079）
波動大戦〈6〉日米最終決戦（ISBN 4774703087）

- コスミック文庫（2005年12月～2006年1月）
波動大戦―日米激烈艦隊戦（ISBN 4774720607）
続・波動大戦―日米終極大決戦（ISBN 477472064X）